# Син кокин вака-сю
Син кокин вака-сю (яп. 新古今和歌集, «новый сборник старых и новых японских песен») — антология японской поэзии «вака» 13 века периода Камакура, восьмой сборник стихов, составленный по приказу Императорского дома. Сокращённо именуется Син кокинтё (яп. 新古今調) и Син кокинсю (яп. 新古今集).

## Краткие сведения
Один из Восьми Императорских сборников. Состоит из 20 свитков.
Всего было составлено 21 императорские антологии (二十一代集, нидзю: итидай сю:). Время их составления — 905—1439 гг. Из них наиболее известны первая («Кокин вака-сю») и восьмая («Син кокин вака-сю»). Обе переведены и изданы на русском языке.
Сборник увидел свет в 1205 году по приказу экс-Императора Го-Тобы. Он содержал 1980 стихов «вака» и имел два вступления написанных японской азбукой каной и китайскими иероглифами. Стиль сборника напоминал стиль «Кокин вака-сю». Большинство произведений были проникнуты эстетической идеей интеллектуальности и мастерством состава. Уложителями сборника были Минамото-но Мититомо, Фудзивара-но Арииэ, Фудзивара-но Садайэ, Фудзивара-но Тэйка и Фудзивара-но Масацунэ. В нее вошли стихи Сайгё, Дзиэна, Фудзивара-но Ёсицунэ, Фудзивара-но Тосинари и других.
Сборник оказал влияние на формирование литературно-эстетических вкусов аристократов средневековья. Её текст использовался как хрестоматия и учебник японской поэзии в 15—19 веках.